# Dance or Die (groupe)
Pour les articles homonymes, voir Dance or Die.
Dance or Die (abrégé DoD) est un groupe allemand d'EBM, originaire de Berlin. Falgalas (né Heiko Duus) rejoint le groupe en 1993, d'abord pour les tournées live, puis en tant que membre à part entière. Chris L. (né Christian Lorenz) rejoint le groupe en 1998, d'abord pour l'accompagnement live.  En janvier 2018, trois membres du groupe (Wagner, Falgalas et Chris L.) continuent le groupe sous le nom de Darkness on Demand, en conservant l'acronyme « DoD » et le style musical.

## Histoire

### Débuts et succès
Le groupe est formé en 1988 à Berlin par Andreas Goldacker (A.N.G.O.) et Gerry Wagner (Wagner). Le premier mini-album de Dance or Die est également la première publication du label berlinois Machinery. Le titre Dance or Die, avec son son d'orgue bombastique, est devenue l'une des plus jouée dans les clubs de la scène EBM de Berlin, Francfort, Hanovre et la Suède. En 1997, ils signent un contrat avec Polydor, mais ils se séparent après un seul album (Dehumanizer).
Le style sombre de l'album était trop différent du son electro, enthousiaste et affirmatif de la musique du label What's Up?! de Polydor. Sur Dehumanizer, le groupe comprend - outre les membres fondateurs A.N.G.O. et Wagner - Falgalas (qui collaborait déjà avec le groupe depuis 1993) et Norri. En 2001, leur album Schlafende Energie (maintenant en trio avec A.N.G.O., Wagner et Falgalas) sort chez Synthetic Symphony,,. 
Dix ans plus tard, en juin 2011, le sixième album studio Nostradamnation sort sur Out of Line en Europe et en édition limitée sur Metropolis Records en Amérique du Nord,. Pour cet album, Christian Lorenz (alias Chris L.) — chanteur d'Agonoize qui assurait la première partie du groupe depuis 1998 — rejoint le groupe en tant que chanteur.

### Projets parallèles
Nostradamnation est le dernier album à porter le nom de Dance or Die. Le groupe continue de tourner dans les années qui suivent la sortie de l'album, notamment au Wave-Gotik-Treffen, à travers l'Europe et au Mexique. Pendant ce temps, les membres du groupe ont commencé à explorer divers projets parallèles. En décembre 2014, Wagner sort un album au sein d'un projet nommé Ruhestätte Schwarz. En 2015, Wagner et Duus commencent à sortir de la musique néo-folk et martiale sous le nom de Winterhart. Lorenz continue son travail avec Agonoize, forme un projet nommé The Sexorcist en 2015, et rejoint Funker Vogt comme vocaliste en 2017,.
En 2018, trois membres du groupe — Wagner, Duus et Lorenz — commencent à produire de nouveaux morceaux, mais prennent leurs distances et se rebaptisent Dance or Die à la suite de « mauvaises expériences avec l'ancien producteur » du groupe. Le trio poursuit le style EBM de Dance or Die sous le nom de Darkness on Demand, qui parle commodément la même abréviation « DoD » qu'auparavant. La première sortie sous ce nouveau nom est Post Stone Age Technology, début 2018, suivie de Detoxination en 2019, et du Final Way EP en 2023.
En septembre 2023, Darkness on Demand sort son troisième album, Digital Outcast, avec en prélude une vidéo générée par l'IA pour le titre Reactor 4.

## Discographie

### Albums studio
- 1991 : 3001
- 1992 : Psychoburbia
- 1995 : Everspring
- 1998 : Dehumanizer
- 2001 :  Schlafende Energie
- 2011 : Nostradamnation
- 2019 : Leid

### EP et singles
- 1990 : Dance or Die
- 1991 : Fire
- 1993 : Psychoburbians (Berlin 89 – New York 93)
- 1994 : Time Zero
- 1995 : Minute Man
- 1997 : Relationshit
- 1997 : Teenagemakeup